# Johann August Kriebel
Johann August Kriebel (* 3. Juli 1735 in Stettin; † 3. Dezember 1818 in Wolgast) war ein deutscher evangelisch-lutherischer Theologe, Schuldirektor und Schriftsteller.

## Leben
Johann August Kriebel war ein Sohn des Johann Kriebel (1700–1766) und der Christina von Glahn, Witwe des Pastors an der St.-Peter-und-Paul-Kirche Christian Zickermann. Der Vater war Feldprediger beim Regiment des Fürsten Christian August von Anhalt-Zerbst in Stettin und hatte unter anderem dessen Tochter getauft, die spätere Zarin Katharina II. 1736 wurde der Vater als Präpositus nach Greifenhagen berufen. Der Sohn besuchte die Stadtschule in Greifenberg und ab 1750 das Akademische Gymnasium in seiner Geburtsstadt. Ab 1755 studierte er an der Universität Halle Theologie, da ihm in Pommern die Einberufung zum preußischen Militär drohte. Die Kosten des Studiums überstiegen die finanziellen Möglichkeiten seines Vaters. Sein Onkel, der Kriegsrat von Glahn, verschaffte ihm für drei Jahre ein Stipendium aus Lübeck.
Um weiter der Einberufung zu entgehen, nahm er 1759 eine Stelle als Hauslehrer der Söhne des Professors Andreas Mayer in Greifswald an. In dieser Zeit machte er unter anderem die Bekanntschaft von Lampert Hinrich Röhl und Jakob Martin Herold. Johann August Kriebel wurde 1763 zum Magister und Doktor der Philosophie promoviert und 1764 zum Rektor der Greifswalder Stadtschule berufen. Die Philosophische Fakultät der Universität Greifswald erteilte ihm die Erlaubnis, Vorlesungen zu halten. Außerdem schrieb er Rezensionen und Gedichte für die Urtheile über gelehrte Sachen und war er Mitarbeiter von Johann Carl Dähnert und Johann Georg Peter Möller bei deren Critischen Nachrichten. Ende 1767 heiratete er und gab das Rektorat zugunsten das Vizeplebanats an der Nikolaikirche in Gützkow auf. Auf Anordnung der Regierung Schwedisch-Pommerns beteiligte er sich an einer Liedersammlung zum Anhang des „Pommersch-Rügianischen Gesangbuchs“ (1777).
1783 übernahm er das Amt des Pastors und Praepositus in Wolgast, das er bis an sein Lebensende besetzte. Kriebel nahm am Greifswalder Landtag von 1806 teil und hielt die Abschlusspredigt. Anfang 1808 gehörte er einer von der französischen Besatzungsmacht angeordneten Kommission an, die die Vermögensverhältnisse der Wolgaster Bürger ermittelte, worauf eine Steuer erhoben wurde. Ende 1817, kurz vor seinem fünfzigjährigen Amtsjubiläum, wurde er von der theologischen Fakultät der Universität Greifswald mit der Promotion zum Doktor der Theologie geehrt. Bereits 1811 wurde ihm Lorenz Stenzler als Substitut zugeteilt, der nach seinem Tod 1818 die Amtsgeschäfte übernahm.

## Familie
Johann August Kriebel heiratete am 30. Dezember 1767 Catherine Charlotte Stenzler († 1824), die jüngste Tochter des Generalsuperintendenten von Schwedisch-Pommern Laurentius Stenzler und der Ida Auguste Lütkemann, Tochter des Generalsuperintendenten Timotheus Lütkemann. Die beiden hatten sechs Töchter und zwei Söhne, von denen einer im Kindesalter starb. Unter den Töchtern waren:
- Christiane Amalie (1769–1808), verheiratet mit Christian Joachim Friedrich Barkow, Superintendent in Loitz
- Eleonore Hyppolithe (1774–1845), verheiratet mit Friedrich Rühs, deutscher Historiker
- Maria, verheiratet mit Ernst Konstantin von Schubert, Finanzbeamter in Schwedisch-Pommern

## Schriften (Auswahl)
- Gedicht zum Geburtstag des Königs Adolf Friedrich von Schweden, Greifswald 1761.
- Die Macht der Dichtkunst. Eine Ode. Greifswald 1763.
- Standrede bey dem Sarge Herrn Johann Jürgen Weissenborn's. Greifswald 1767.
- Was für Gutes ein gerechtes Volk von Gott zu hoffen und zu erwarten hat, eine Predigt gehalten in Greifswald am Schluß des Landtages den 18ten August über Psalm 5, Vers 13. Greifswald 1806.